# Discografia di Kellie Pickler
Questo articolo contiene la discografia della cantante country statunitense Kellie Pickler.

## Album
| Anno | Dettagli                                                                                            | Posizione massima | Posizione massima | Certificanti                           |
| Anno | Dettagli                                                                                            | USA country       | USA               | Certificanti                           |
| ---- | --------------------------------------------------------------------------------------------------- | ----------------- | ----------------- | -------------------------------------- |
| 2006 | Small Town Girl - Pubblicato: 31 ottobre 2006 - Etichetta: BNA/19 - Formati: CD, download digitale  | 1                 | 9                 | - Stati Uniti: Oro - Vendite: 874.000+ |
| 2008 | Kellie Pickler - Pubblicato: 30 settembre 2008 - Etichetta: BNA/19 - Formati: CD, download digitale | 1                 | 9                 | - Vendite: 440.000+                    |
| 2012 | 100 Proof - Pubblicato: 24 gennaio 2012 - Etichetta: BNA/19 - Formati: CD, download digitale        | 2                 | 7                 |                                        |

## Singoli
| Anno | Singolo                              | Posizione massima | Posizione massima | Posizione massima | Certificazione (Stati Uniti) | Album           |
| Anno | Singolo                              | USA country       | USA               | CAN               | Certificazione (Stati Uniti) | Album           |
| ---- | ------------------------------------ | ----------------- | ----------------- | ----------------- | ---------------------------- | --------------- |
| 2006 | Red High Heels                       | 15                | 64                | —                 | Oro                          | Small Town Girl |
| 2007 | I Wonder                             | 14                | 75                | —                 |                              | Small Town Girl |
| 2007 | Things That Never Cross a Man's Mind | 16                | 96                | —                 |                              | Small Town Girl |
| 2008 | Don't You Know You're Beautiful      | 21                | —                 | —                 |                              | Kellie Pickler  |
| 2008 | Best Days of Your Life               | 9                 | 46                | 99                | Platino                      | Kellie Pickler  |
| 2009 | Didn't You Know How Much I Loved You | 14                | 97                | —                 |                              | Kellie Pickler  |
| 2010 | Makin' Me Fall in Love Again         | 30                | —                 | —                 |                              | Kellie Pickler  |
| 2011 | Tough                                | 30                | —                 | —                 |                              | 100 Proof       |
| 2011 | 100 Proof                            | 53                | —                 | —                 |                              | 100 Proof       |